# Parcoblatta uhleriana
Parcoblatta uhleriana är en kackerlacksart som först beskrevs av Henri Saussure 1862.  Parcoblatta uhleriana ingår i släktet Parcoblatta och familjen småkackerlackor. Inga underarter finns listade i Catalogue of Life.